# Juan Ríus Rivera
General Juan Ríus Rivera (26 de agosto de 1848 — 20 de setembro de 1924) era um nativo de Porto Rico que participou do Grito de Lares contra o domínio espanhol em Porto Rico. Após o fracasso da revolta, ele viajou à cidade de Nova Iorque e ingressou na "Junta" Revolucionária Cubana. Em Cuba, tornou-se general do Exército de Libertação Cubana do Oeste, após a morte do general Antonio Maceo. Rius tornou-se ativo na política cubana após a guerra hispano-americano, quando Cuba obteve a sua independência.

## Primeiros anos
Rius Rivera nasceu em Mayagüez, Porto Rico; foi um dos nove irmãos. Seu pai era Eusebio Ríus, e sua mãe era Ramona Rivera.